# 太陽黨 (2012年)
太陽黨（日语：／ Taiyō no Tō ?），是2012年11月13日至11月17日短暫存在的日本保守主義政黨，前身是奮起日本。2012年，東京都知事石原慎太郎宣布辭職組建新黨以促成「第三極」集結，對抗自民黨和民主黨兩大黨。原奮起日本成員全部加入太陽黨，以石原慎太郎和平沼赳夫為共同代表。
太陽黨黨名源於石原慎太郎獲得芥川獎的小說《太陽的季節》。太陽黨以「制定自主憲法」為旗幟，主張國家和地方財政運行和稅制的徹底改革。太陽黨目標是和日本維新會、眾人之黨等「第三極」合作，在第46屆眾議院議員總選舉中取得超過100個議席。
2012年11月17日，石原慎太郎與橋下徹在大阪市宣佈，太陽黨解散，併入日本維新會。
2014年，日本維新會發生分裂，原太陽黨籍眾議員西村真悟等人重新成立太陽黨。2014年9月25日，航空自衛隊退役將領田母神俊雄就任太陽黨代表幹事兼國民運動本部長。不久，太陽黨與次世代黨合流，太陽黨再度解散。